# Wang Jianan (athlétisme)
Pour les articles homonymes, voir Wang Jianan.
Wang Jianan (en chinois, 王嘉男, né le 27 août 1996 à Shenyang) est un athlète chinois, spécialiste du saut en longueur, champion du monde en 2022 à Eugene.

## Biographie
Son record est de 8,04 m (- 0,2 m/s) réalisé à Kunshan le 22 septembre 2012. Il devient champion d'Asie du saut en longueur à Pune en 2013.
Il porte son record à 8,10 m à Pékin le 24 avril 2014.
Le 27 juillet 2014 à Eugene, il devient champion du monde juniors.
Au Shanghai Golden Grand Prix 2015, il porte son record à 8,25 m. 
Le 25 août 2015, deux jours avant ses 19 ans, Jianan décroche la médaille de bronze des championnats du monde se déroulant chez lui à Pékin, avec un saut à 8,18 m. Il est devancé par le Britannique Greg Rutherford (8,41 m) et l'Australien Fabrice Lapierre (8,24 m).
Le 20 mars 2016, Wang se classe 8e des championnats du monde en salle de Portland avec un saut à 7,93 m. Le 21 mai 2017, il s'impose au Golden Grand Prix de Kawasaki avec 8,14 m. Le 5 août, il termine 7e de la finale très relevée des championnats du monde de Londres avec un saut à 8,23 m.
Le 16 juin 2018, il remporte les sélections nationales chinoises pour les Jeux asiatiques de Jakarta en améliorant son record personnel de 18 centimètres, le portant ainsi à 8,47 m, ce qui lui permet d'égaler le record de Chine de la discipline. Le 26 août, Jianan remporte la médaille d'or des Jeux asiatiques de Jakarta et bat le record des Jeux avec 8,24 m.
En 2019, il se classe 6e des championnats du monde de Doha (8,20 m) et remporte par ailleurs le titre des Jeux mondiaux militaires.

### Champion du monde (2022)
Lors des championnats du monde 2022 à Eugene, Wang Jianan se situe en cinquième position de la finale après les 5 premiers sauts avec 8,03 m réalisés à deux reprises au troisième et cinquième essai. À sa dernière tentative, il réalise 8,36 m et remporte le concours, devant le Grec Miltiádis Tedóglou (8,32 m) et le Suisse Simon Ehammer (8,16 m).

## Palmarès
| Date | Compétition                    | Lieu             | Résultat | Marque  |
| ---- | ------------------------------ | ---------------- | -------- | ------- |
| 2013 | Championnats d'Asie            | Pune             | 1er      | 7,95 m  |
| 2014 | Championnats du monde juniors  | Eugene           | 1er      | 8,08 m  |
| 2015 | Championnats du monde          | Pékin            | 3e       | 8,18 m  |
| 2015 | Ligue de diamant               | Ligue de diamant | 7e       | détails |
| 2016 | Championnats du monde en salle | Portland         | 8e       | 7,93 m  |
| 2016 | Jeux olympiques                | Rio de Janeiro   | 5e       | 8,17 m  |
| 2017 | Championnats du monde          | Londres          | 7e       | 8,23 m  |
| 2018 | Jeux asiatiques                | Jakarta          | 1er      | 8,24 m  |
| 2018 | Coupe continentale             | Ostrava          | 5e       | 7,95 m  |
| 2019 | Ligue de diamant               | Ligue de diamant | 6e       | 8,06 m  |
| 2019 | Championnats du monde          | Doha             | 6e       | 8,20 m  |
| 2019 | Jeux mondiaux militaires       | Wuhan            | 1er      | 8,15 m  |
| 2022 | Championnats du monde          | Eugene           | 1er      | 8,36 m  |
| 2023 | Championnats du monde          | Budapest         | 5e       | 8,05 m  |
| 2023 | Jeux asiatiques                | Hangzhou         | 1er      | 8,22 m  |
| 2024 | Championnats du monde en salle | Glasgow          | 9e       | 7,74 m  |
| 2024 | Jeux olympiques                | Paris            | 8e       | 8,03 m  |

## Records
| Épreuve          | Épreuve   | Marque      | Lieu    | Date         |
| ---------------- | --------- | ----------- | ------- | ------------ |
| Saut en longueur | Plein air | 8,47 m (NR) | Guiyang | 16 juin 2018 |
| Saut en longueur | En salle  | 8,18 m      | Nankin  | 3 mars 2016  |